# Aina More
Pour les articles homonymes, voir More.
Aina Morenike Olukoga (née le 12 mai 1992) plus connue sous son nom de scène, Aina More, est une rappeuse, chanteuse et actrice britannique.

## Carrière

### 2012:It's A W.R.A.P. (Words, Rhymes And Poetry)
More commence à enregistrer des morceaux en freestyle sur des instrumentaux hip hop. En novembre 2012, Aina More publie de manière indépendante un mixtape de 10 titres intitulé « It's A WRAP », fortement influencé par la situation politique du Nigeria.

### 2014 - 2015:For People With Short Attention Spans
Après avoir sorti plusieurs autres singles et gagné une certaine reconnaissance sur la scène musicale britannique, Aina More fait l'ouverture du concert de Professor Green, rappeur britannique, à la salle de concert de Camden, le Roundhouse, pour la partie londonienne de sa tournée Growing Up In Public. En février 2015, Aina More donne un spectacle primé à Londres qui lui vaut de recevoir le Contemporary Upper Award par The Big Music Project. En avril, Aina More sort son deuxième EP, intitulée « For People With Short Attention Spans » (« Pour les personnes à l'attention limitée »). Elle explique que son album « s'adresse aux personnes qui souhaitent ressentir et être stimulées par différentes choses. Mais là, je vous propose différentes dimensions de la soul et de ses sons, il y a des hauts et des bas - un peu comme dans la vie ».

### Depuis 2015:Girls Killing It
Après avoir attiré une attention très favorable sur les scènes britannique et nigériane, elle sort son single « Girls Killing It », qui est acclamé par la critique. « Girls Killing it » est joué en direct lors de l'ouverture de la représentation d'Aina More pour Lauryn Hill à Lagos, au Nigeria, en août 2015. Ce single est un hommage au photographe nigérian J.D. 'Okhai Ojeikere, décédé l'année précédant sa sortie.